# Tchekhov (ville)
Pour les articles homonymes, voir Tchekhov (homonymie).
Tchekhov (en russe : Чехов) est une ville de l'oblast de Moscou, en Russie. Sa population s'élevait à 67 603 habitants en 2014.

## Géographie
La ville de Tchekhov est située au sud de la capitale, à 50 kilomètres du périphérique de Moscou. Elle est reliée à Moscou par la ligne de chemin de fer de Moscou, en direction de Koursk, et par l'autoroute de Simferopol. L'autoroute de Crimée passe à proximité. La gare de Tchekhov se trouve au 75e kilomètre de la ligne (kilomètre 0 : gare de Koursk). La majeure partie de la ville est située sur la rive gauche de la Lopasnia, à l'ouest de la ligne. Elle s'étend du nord au sud sur 5 km. Sa superficie est de 23 km².
Le climat est continental tempéré, avec des hivers modérément froids et des étés chauds et humides. Le passage fréquent de cyclones atlantiques, et parfois méditerranéens, entraîne une augmentation de la nébulosité. La température moyenne en janvier est d'environ -9 °C et celle de juillet d'environ +18 °C. La durée moyenne de la période sans gel est d'environ 200 jours. Les sols sont principalement alluviaux et forestiers gris..
La superficie de l'agglomération urbaine est de 2984 hectares..
La municipalité est située dans la partie centrale du district municipal de Tchekhov et borde :
- avec la colonie rurale de Stremilovskoye (au sud, à l'ouest et au nord), avec la colonie rurale de Barantsevskoye (à l'est).

## Histoire
Dans l'Antiquité, l'Oka et ses affluents, la Nara, la Protva, la Lopasnya et d'autres, ont pris naissance dans la plaine d'Oka suite à la fonte d'un puissant glacier descendant du nord, et ont survécu jusqu'à nos jours. Ces terres furent habitées par les premiers hommes du Néolithique, qui laissèrent derrière eux des outils en pierre tels que des haches, des couteaux et des lances. Du VIIIe siècle av. J.-C. au VIe siècle apr. J.-C., des communautés claniques patriarcales s'y établirent, connaissant déjà le feu et créant même des produits argileux primitifs. Dans la seconde moitié du Xe siècle, les Viatichi commencèrent à s'installer le long des rives de l'Oka. Les vestiges de ces anciens villages slaves ont été découverts à divers endroits de la région de Lopasnya, au confluent de la Terebenka et de la Lopasnya, près du village de Solnyshkova, à Spas-Temna, Stary Spas et Talezh..
En 1175, après de sanglantes batailles pour la propriété des terres de Vladimir-Souzdal, la victoire revint aux frères Mikhaïl et Vsevolod le Grand Nid. Au cours des campagnes et des batailles militaires, leurs épouses se réfugièrent sous la protection du grand-duc Sviatoslav de Tchernigov. « … Et avec pssom, Sviatoslav envoya leurs épouses, Mikhalkova et Vsevolod, leur confiant son fils Oleg, je les conduirai à Moscou. Oleg ramena Lopasnya dans son volost… » Ainsi, le nom de la ville apparaît pour la première fois dans la chronique.
L'histoire de Lopasnya est désormais celle de guerres incessantes, de destructions et de captivités. En 1246, après la mort du prince Mikhaïl de Tchernigov lors de la Horde, sa principauté de Tchernigov se désintégra en apanages, et Lopasnya fut rattachée à la principauté de Taroussa.
Au début du XIVe siècle, Lopasna fut vendue par les princes de Taroussa au métropolite Pierre. Ivan Kalita, « le collecteur des terres russes », apprécia la ville de Lopasna et la légua à son fils André dans son testament. Moscou échangea ensuite Lopasna avec les princes de Serpoukhov afin de la céder à Riazan en échange de « places de Riazan » le long de la Protva. En 1371, Moscou s'empara de Lopasna et fut contraint de la restituer à Riazan dans les années 1380. En 1572, au nord de l'actuelle Tchekhov, près du village de Molodi, eut lieu la bataille de Molodi, qui se solda par une victoire majeure sur les forces numériquement supérieures du khan de Crimée Devlet Giray. La bataille de Molodi mit fin à trois années de lutte de la Russie contre l'invasion turco-criméenne.

### Lopasnya et les Pouchkine

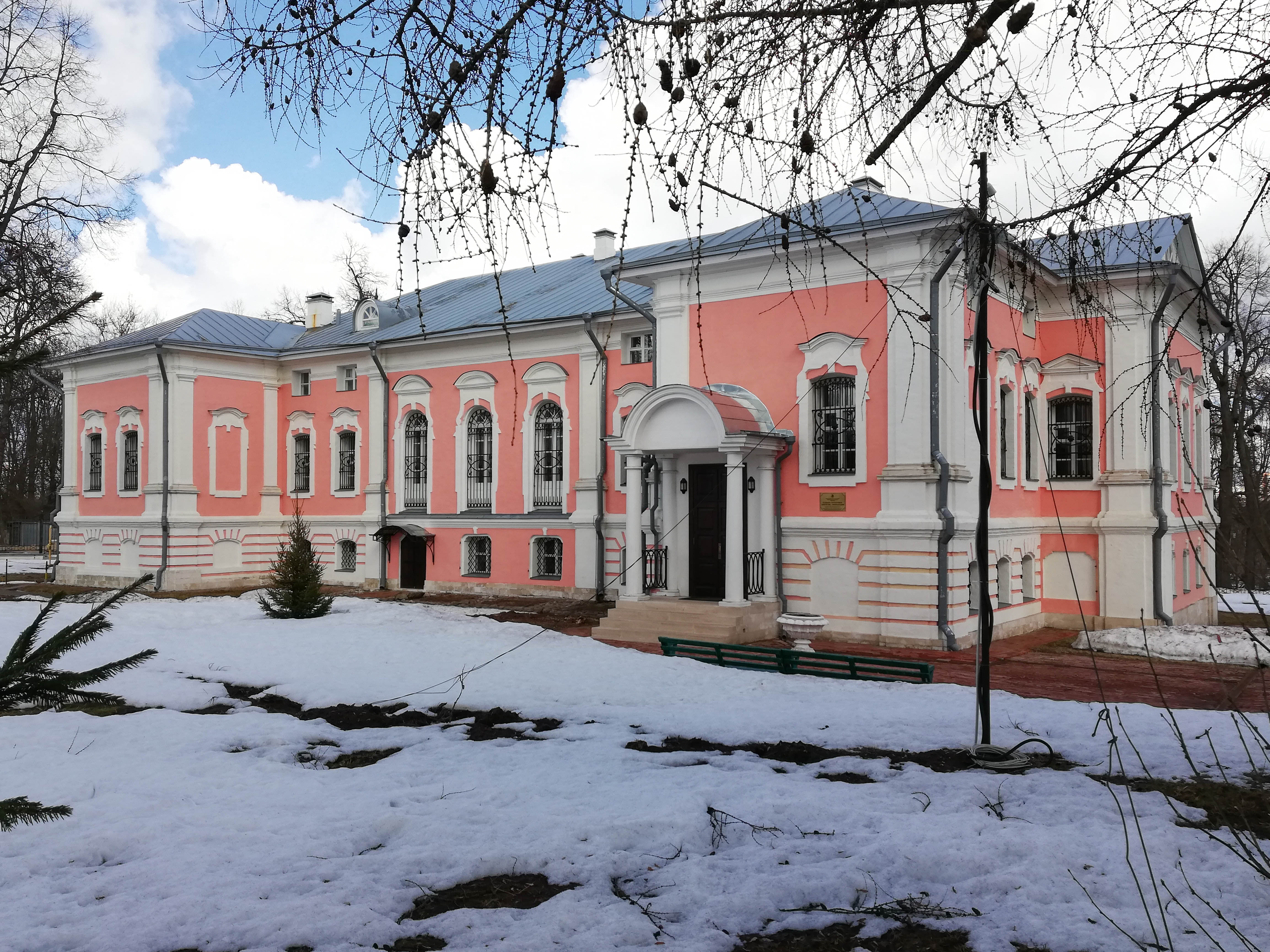
Domaine Gontcharov-Vasilchikov (depuis 2007 un musée)

Une place particulière dans l'histoire de Lopasnya est occupée par tout ce qui touche au nom de Pouchkine. Après sa mort, son épouse Natalia Nikolaïevna se rendit souvent avec ses enfants au domaine des Vasilchikov, « Lopasnya-Zachatievskoïe ». Sa famille vivait dans ce domaine au début du XXe siècle ; certains descendants du poète y furent enterrés (ou ré-inhumés). En 1917, le manuscrit de « L'Histoire de Pierre » fut découvert dans la maison du domaine. Le second mari de Natalia Nikolaïevna, Piotr Lanskoï, était un proche parent de Vasilchikov. Trois des sœurs de Lanskoï vivaient à Lopasnya : Maria (mariée au général Nikolaï Ivanovitch Vasilchikov), Elizaveta et Natalia. Sofia Alexandrovna Pouchkine grandit avec les enfants Vasilchikov. Après sa mort en 1875, les neuf enfants Pouchkine furent également élevés dans la maison des Vasilchikov. Alexandre Alexandrovitch, fils aîné d'Alexandre Sergueïevitch Pouchkine, participant à la guerre russo-turque de 1877-1878, a également vécu longtemps à Lopasnia. Sa fille aînée, Maria Alexandrovna, aimait également s'y rendre.
À côté de l'église de la Conception-de-Sainte-Anne se trouve la nécropole familiale Pouchkine. Les descendants d'Alexandre Sergueïevitch y sont enterrés : son fils aîné A. A. Pouchkine, ses petits-fils G. A. et S. A. Pouchkine, ainsi que l'arrière-petite-fille du poète par les femmes, S. P. Vorontsova-Velyaminova.

### Nom moderne
En 1954, le village de Lopasnya fut transformé en ville de subordination régionale de Tchekhov. Son nom lui fut donné en l'honneur d'A.P. Tchekhov, écrivain russe des XIXe et XXe siècles (le domaine de Melikhovo, où Tchekhov vécut et travailla, se trouve à proximité de la ville).
En 1965, le village ouvrier de Venyukovo fut inclus dans les limites de Tchekhov. De 1994 à 2004, Tchekhov était également le centre du district rural de Tchepelevsky.

## Établissement urbain de Tchekhov

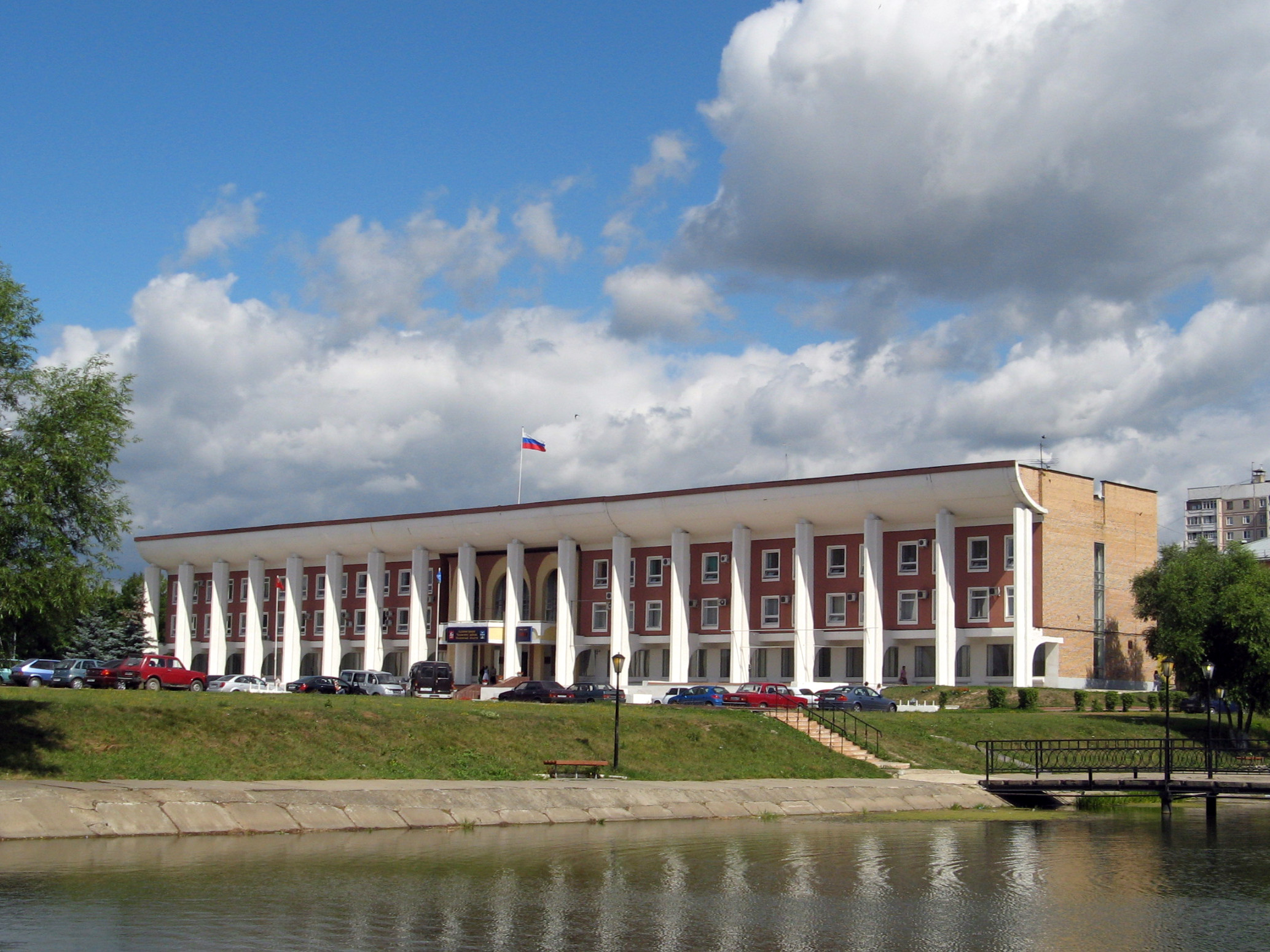
bâtiment administratif du district

Lors de la mise en œuvre de la loi fédérale « sur les principes généraux de l'autonomie locale en Fédération de Russie », des entités municipales ont été créées dans la région de Moscou. En 2005, la loi de la région de Moscou « sur le statut et les limites du district municipal de Tchekhov et des entités municipales nouvellement constituées en son sein » a été adoptée.. En particulier, la formation municipale « agglomération urbaine de Tchekhov » a été créée, qui comprenait 1 agglomération – la ville de Tchekhov..

### Autorités
La structure des organes de gouvernement local dans une municipalité se compose de:
- Conseil des députés de la ville de Tchekhov ;
- Chef de la ville de Tchekhov ;

Le Conseil des députés est un organe représentatif des collectivités locales. Il est composé de 20 députés élus par les citoyens au suffrage universel, égal et direct, à bulletin secret, pour un mandat de 5 ans.. Le président du Conseil des députés est le chef de la ville de Tchekhov
Le chef de la ville de Tchekhov est élu par les citoyens de la localité urbaine lors d'élections directes pour un mandat de 5 ans..Le maire de la ville de Tchekhov préside le Conseil des députés.
Le maire de la ville de Tchekhov est Grigori Igorevitch Artamonov.

## Économie
Dans le district de Tchekhov, une attention particulière est portée à l'attraction des investisseurs dans divers secteurs économiques. Parmi les projets les plus importants figurent l'achèvement de la troisième phase du complexe logistique FM Logistics, qui emploie environ 900 personnes, la société OAO Elektroshchit et l'expansion des activités de production de OOO Danone Industria. Au total, plus de 1 500 emplois ont été créés. En 2007, deux nouvelles entreprises industrielles ont été mises en service : une usine de production de panneaux d'isolation thermique en mousse de polystyrène extrudé (ZAO Dow Chemical) et une usine de production de pâte à chocolat (entreprise suisse Barry Callebaut).
Plusieurs autres projets d'investissement sont en cours de réalisation. Les nouvelles installations de production industrielle contribuent significativement au budget du district et créent de nouveaux emplois.
La préférence est donnée aux investisseurs pour les installations de production respectueuses de l'environnement et de haute technologie.
Les plus grandes entreprises industrielles de la ville sont :
GC Chekhov-Auto (le plus grand concessionnaire automobile de la région, vendant des voitures et des pièces détachées) (l'entreprise a cessé ses activités il y a plus de 15 ans. Dans les anciens locaux de Chekhov-Auto, un hypermarché Karusel a été ouvert, lui aussi fermé en décembre 2024)
ZAO Metallotorg (entrepôt métallique dans le district de Tchekhov, filiale de la plus grande entreprise de la partie européenne de la Russie vendant du métal laminé)
OOO CSI Vostok (bouchons en plastique pour boissons gazeuses et bière)
OOO Danone-Industrie (produits laitiers et produits laitiers fermentés)
OOO Polialt (production de polycarbonate alvéolaire)
OOO Shattdecor (fabricant de papier décoratif pour l'industrie du meuble)
OOO Tut Plitka (production, installation et vente de dalles de pavage)
OOO PNK-Group (l'un des plus grands terminaux d'entreposage de la Fédération de Russie)
OOO TSB Plus (électricité) Tchekhov)
OOO Logopark YUG (complexe d'entrepôts logistiques, comprenant les entrepôts Lenta, Adidas, Abrau-Durso, Prorab, etc.)
PAO Institut d'immunologie médicale et vétérinaire (médicaments médicaux et vétérinaires)
PAO Korma (aliments composés pour bovins, porcins et oiseaux)
PAO KVZ (Usine de ventilateurs Kryukov) (ventilateurs à usage général et spécial, machines à tirage)
PAO Usine de plastiques Lyubuchansky (production de produits en plastique)
PAO Magic Photo and Creative
PAO Usine de confiserie Tchekhov (Confiserie Tchekhov, production de confiseries)
PAO Usine Tchekhov Gidrostal (structures métalliques pour la construction, équipements hydromécaniques de grues)
PAO Imprimerie Tchekhov (activités d'édition et d'impression, reproduction de supports enregistrés) (actuellement fermée. Le complexe de bâtiments appartient à l'Imprimerie Modèle. La plupart des locaux sont loués. L'entreprise Imprimerie Tchekhov a été créée sur la base de ChPK, qui change constamment de propriétaires.)
PAO ChRZ (traitement et restauration de pneus usagés, de caoutchouc recyclé et de caoutchouc concassé) (la majeure partie du territoire est louée)
ZAO Energomash (Tchekhov) - ChZEM (production de raccords pour canalisations haute pression et de pièces détachées) (actuellement fermée. L'ensemble du territoire est loué pour le karting, le tennis, les expositions, etc.)
Tchekhov abrite les plus grandes chaînes de distribution d'entreprises renommées, telles que LENTA et le groupe O'KEY : YES!, Auchan, Dixie, Perekrestok, Karusel, Pyaterochka, Tornado, Magnit, M.Video, Korablik, Sportmaster, Pilot Computer Store, OZON Online Store, Vse Instrumenty.ru, Svyaznoy, MTS, Megafon et les chaînes de téléphonie mobile Beeline.
On y trouve également des succursales des plus grandes banques russes : VTB, Sberbank, Moscow Credit Bank et Alfa Bank.

### Transport
- La gare de Tchekhov est située sur la ligne Moscou-Toula (direction Koursk de la ligne de Moscou), ainsi que sur les lignes Dedovsk-Tchekhov, Tsaritsyno-Serpoukhov et Volokolamsk-Tchekhov. La gare la plus proche, accessible rapidement, est celle de Tsaritsyno, sur la ligne Zamoskvoretskaya. Le matériel roulant est composé de trains EP2D des dépôts de Pererva et Nakhabino, ainsi que de trains EP2D « REKS » modifiés..
- La gare routière dessert également les lignes de bus interurbaines 1365 (Tchekhov — métro de Moscou, Lesoparkovaïa), 61 (Tchekhov — Podolsk) et 428k (Tchekhov — métro Lesoparkovaïa, avec arrêts à Novy Byt et Popovo). Le bus 1365 s'arrête également près de la station de métro Annino de la ligne Serpukhovsko-Timiryazevskaya, et la station Lesoparkovaïa de la ligne Butovskaya permet de rejoindre la ligne de métro Kaluzhsko-Rizhskaya.
- 34 lignes de bus de banlieue au départ de la gare routière (située à proximité de la gare ferroviaire).
- 8 Lignes de bus intra-urbaines (n° 1k, 3, 4, 5k, 6k, 7k, 8, 10k). Récemment, la ville a commencé à acquérir de nouveaux bus pour desservir les lignes les plus fréquentées. Des bus chinois et LiAZ Voyage sont fournis sur la ligne 1365. La ville dispose également de nombreux bus des sociétés NefAZ, LiAZ (différentes versions) et PAZ (ils circulent sur les lignes privées urbaines 1k, 5k, 10k, 24k) ainsi que sur les lignes de district sous forme de minibus

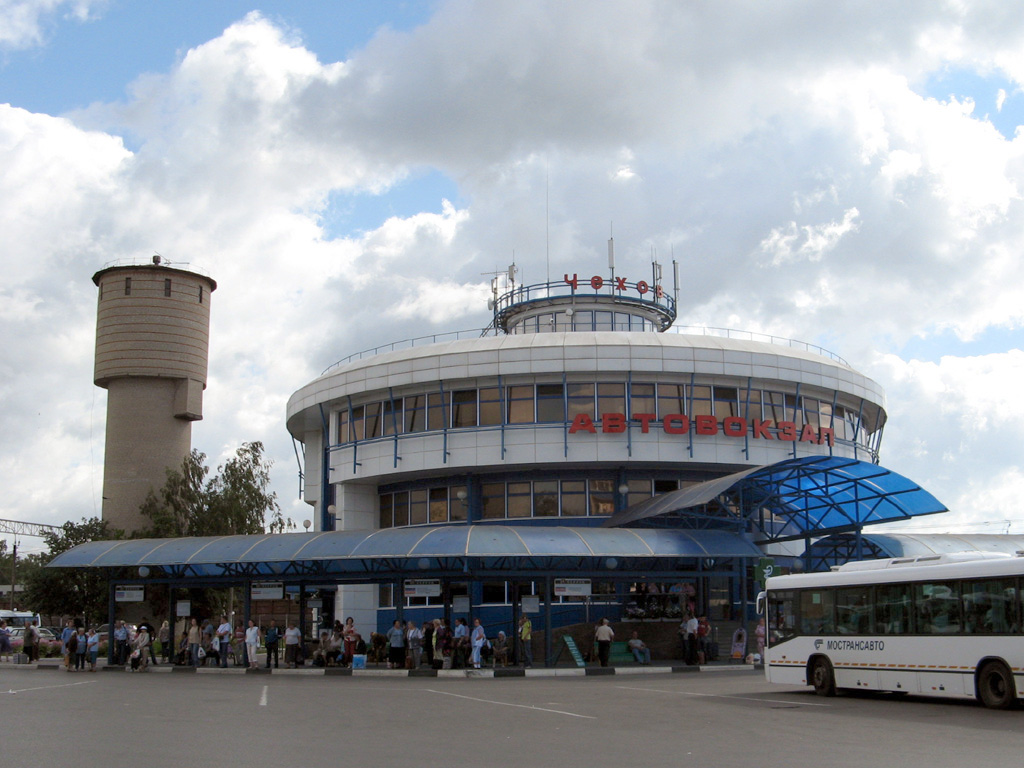
Gare routière de Tchekhov
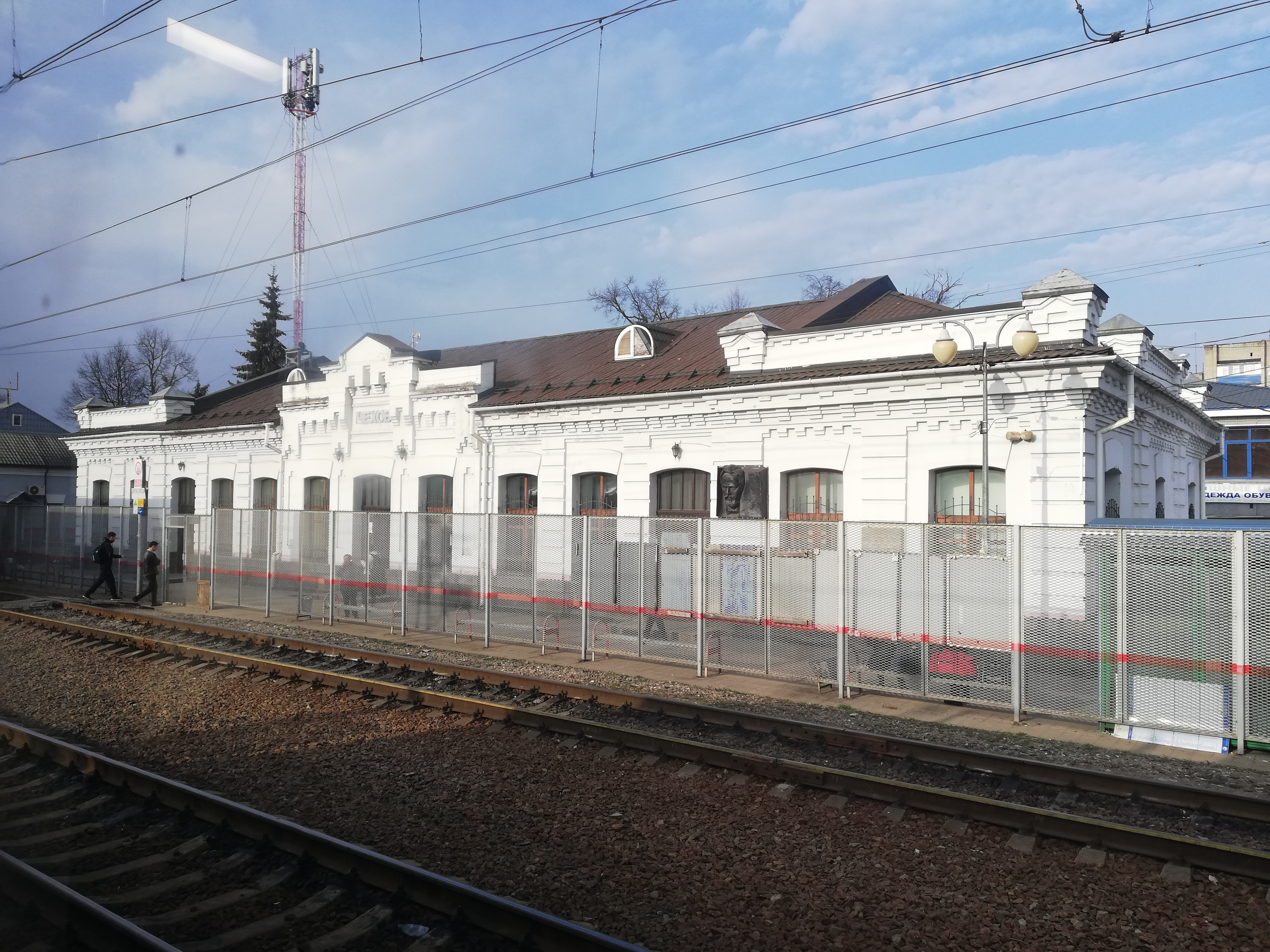
Gare de Tchekhov.

## Importance stratégique
Près de la ville se trouve un complexe hautement protégé de bâtiments de l'état-major général des forces armées de la Fédération de Russie, conçu pour accueillir le quartier général du commandement en cas de guerre à grande échelle..

## Éducation
- Branche Tchekhov de l'Université de finance et de droit de Moscou (MFUA)

## Environnement social
En raison de la construction active et de la croissance démographique qui en résulte, la fourniture de services sociaux à la population est devenue plus complexe : les places dans les jardins d'enfants sont insuffisantes, et les hôpitaux et les cliniques sont saturés. La ville présente un déséquilibre flagrant entre la taille de la population et le nombre d'emplois, ce qui explique les embouteillages matinaux et soirs en périphérie et les vagues de voyageurs sur les lignes ferroviaires. Ces dernières années, un nombre important de toxicomanes et d'alcooliques a été observé dans la ville..

## Soins de santé
Depuis 2000, la structure sanitaire du district comprend des établissements de santé municipaux.:
1. Département de la santé de l'administration du district municipal de Tchekhov
2. Établissement de santé municipal « Hôpital du district de Tchekhov n° 1 » (d'une capacité de 333 lits pour un séjour de jour et de 24 heures sur 24) ;Établissement de santé municipal « Hôpital du district de Tchekhov n° 2 » (capacité de 230 lits, avec services ambulatoires pour 445 consultations par équipe) ; Établissement de santé municipal « Polyclinique du district central » (capacité de 1 075 consultations par équipe) ;  Établissement de santé municipal « Hôpital du district de Lyubuchan » (capacité de 40 lits, avec services ambulatoires pour 175 consultations par équipe) ;  Établissement de santé municipal « Station d'ambulances » (capacité de 25 000 consultations par an).

## Population
Recensements (*) ou estimations de la population
| 1939* | 1959*  | 1970*  | 1979*  | 1989*  |
| ----- | ------ | ------ | ------ | ------ |
| 3 500 | 13 950 | 34 641 | 52 497 | 59 206 |

| 2002*  | 2010*  | 2012   | 2013   | 2014   |
| ------ | ------ | ------ | ------ | ------ |
| 72 917 | 60 720 | 62 385 | 65 359 | 67 603 |

| 2015   | 2016   | 2017   | 2018   | 2019   |
| ------ | ------ | ------ | ------ | ------ |
| 69 028 | 69 789 | 70 548 | 71 301 | 71 932 |

| 2020   | 2021   | 2023   | 2024   | - |
| ------ | ------ | ------ | ------ | - |
| 72 231 | 89 025 | 87 039 | 86 164 | - |

## Culture et attractions
- Melikhovo, datcha de Tchekhov
- Musée des lettres de Tchekhov (fondé en 1987)

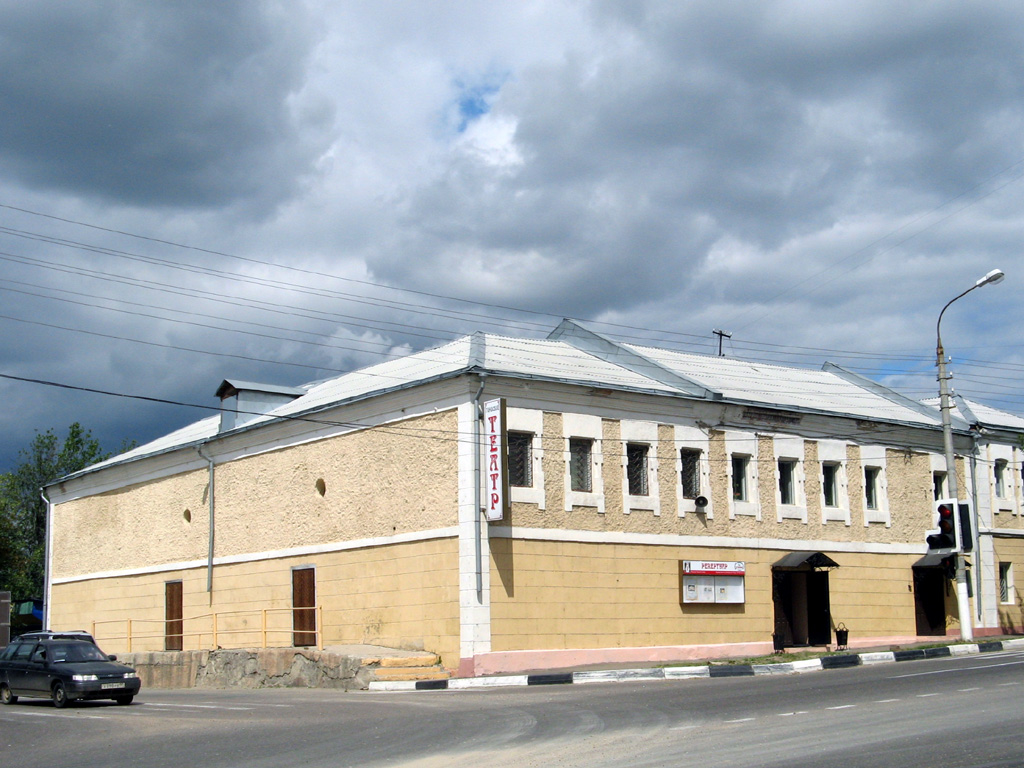
Théâtre municipal de Tchekhov

  - Théâtre municipal de TchekhovThéâtre municipal Tchekhov « Théâtre sur Moskovskaya » (fondé en 2001)
  - Musée des lettres d'A.P. Tchekhov
  - Musée mémorial Tchekhov 1941-1945
  - Musée de la vie paysanne
  - Bibliothèque centrale pour enfants
  - Bibliothèque centrale intercommunale
    - L'ancien domaine Vasilchikov "Zachatievskoe"
    - Bureau de poste construit avec l'aide d'Anton Pavlovitch Tchekhov
    - Église Sainte-Anne-la-Conception
    - Place A.P. Tchekhov
    - Source sacrée
    - Allée de la Gloire des Défenseurs de la Patrie
    - Parc municipal du domaine de Gontcharov
    - Monument au T-34

## Sport

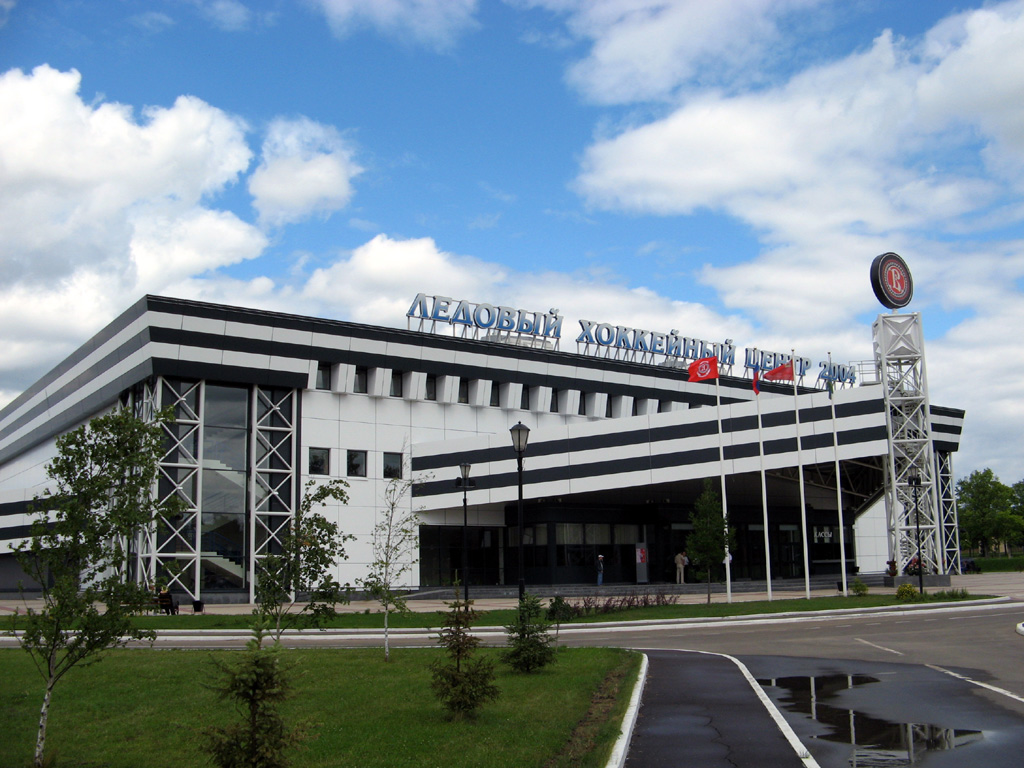
Centre de hockey sur glace

Dans le district de Tchekhov, une grande attention est accordée au développement de la culture physique et du sport. Les écoles de sport pour enfants constituent un véritable vivier de talents sportifs, et une attention particulière est portée à leur développement et à leur soutien. Les jeunes hockeyeurs s'affrontent dans cinq équipes, les footballeurs dans quatre. Les jeunes handballeurs s'affrontent dans cinq équipes et remportent des prix dans toutes les catégories d'âge. En 2007, l'équipe de jeunes hommes nés en 1995 a remporté un tournoi international en Biélorussie. L'équipe de jeunes joueurs de water-polo a remporté des tournois internationaux au Monténégro, en Italie et en Espagne. En 2004, le Centre de hockey sur glace 2004 a été construit et le club de hockey Vityaz, auparavant rattaché à Podolsk, a déménagé à Tchekhov et y est resté jusqu'au début de la saison 2013/14. De cette saison à la saison 2022/23, il a de nouveau joué à Podolsk. Du début de la saison 2022/23 jusqu'à la disparition du club de hockey, Vityaz a joué à Balashikha.

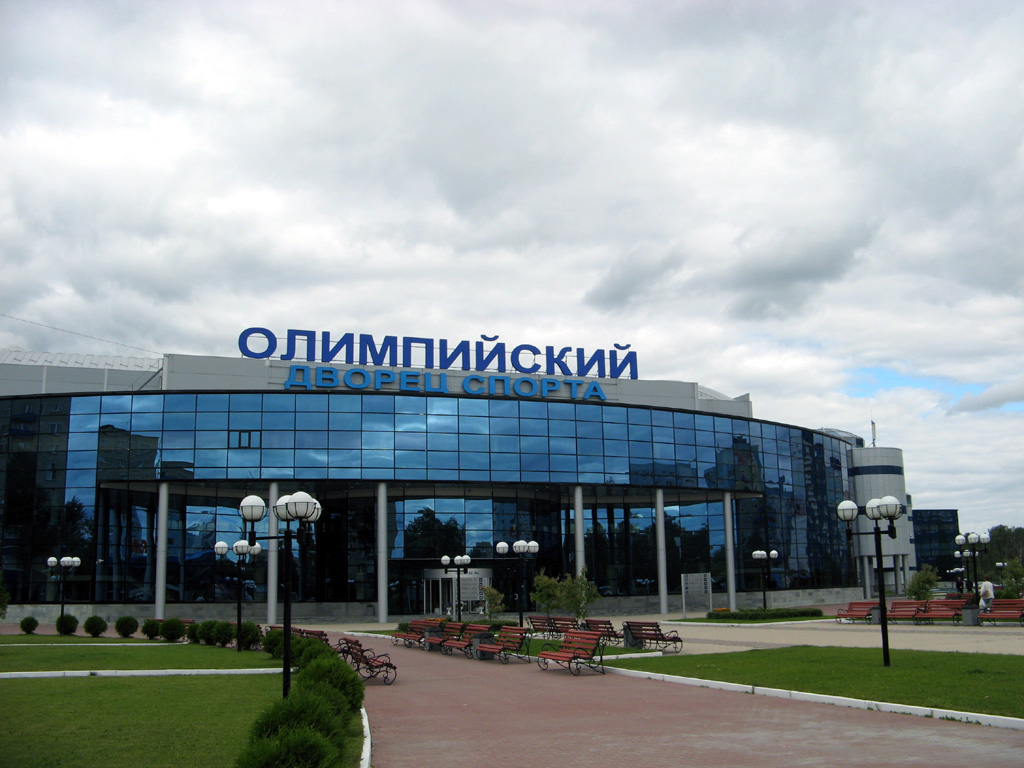
Palais des sports olympiques

En décembre 2001, un nouveau club de handball, Chekhovskie Medvedi, a été créé sur la base du club CSKA-SportAkadem, champion de Russie 21 fois consécutives (2002-2022) sous la direction de Vladimir Maksimov.
Pouce | Palais des Sports Olympiques : À l'été 2003, le Palais des Sports Olympiques a été inauguré à Chekhov. Des compétitions internationales et panrusses, ainsi que des exhibitions et des concerts, sont organisés dans la grande arène sportive et dans la piscine. L'arène a accueilli des matchs de la Ligue des champions de l'EHF, des matchs du championnat de Russie de handball et de mini-football, un tournoi international de boxe professionnelle pour le titre de champion du monde intercontinental IBF, un tournoi international de handball pour la Coupe du Gouverneur de la région de Moscou, etc. En 2005, le Palais des Sports a accueilli des matchs du Championnat d'Europe de basket-ball chez les garçons de moins de 20 ans. En 2007, le Championnat de Russie de gymnastique rythmique s'y est déroulé. Dans les années 2000, l'équipe Shturm-2002, championne de Russie de water-polo, a joué dans la piscine du Palais des Sports olympique. Le club pour personnes handicapées « Chaika » accueille une cinquantaine de personnes souffrant de troubles musculo-squelettiques et une cinquantaine de personnes malentendantes. Les athlètes de ce club ont remporté des prix lors de compétitions régionales. Alexeï Chtcherbakov est devenu champion de Russie de tir à l'arc et, participant aux Championnats du monde de Séoul, a terminé 7e, ce qui lui a permis de participer aux Jeux paralympiques de Pékin. Sergeï Denisov est champion du monde d'échecs 2010 parmi les personnes ambulatoires atteintes de troubles musculo-squelettiques.
Les équipes sportives suivantes sont ou ont été basées dans la ville :
« Chekhovskie Medvedi » — équipe de handball — 21 fois championne de Russie, vainqueur de la Coupe des vainqueurs de coupe en 2006 ;
« Chturm-2002 » — équipe de water-polo, quadruple championne de Russie (déménagée à Rouza depuis 2009) ;
« Chekhovskie Yastreby » — championne de la région de Moscou en basket-ball parmi les jeunes hommes nés en 1991 ;
« Fortuna » — équipe de mini-football.

## Jumelages
- Saratoga Springs (États-Unis) depuis 2001
- Příbram (Tchéquie) depuis 2004
- Fastiv (Ukraine)
- Kapyl (Biélorussie)
- Krasnohvardiïske (Ukraine)
- Otchamtchire (République d'Abkhazie)
- Pazardjik (Bulgarie)